# Paul Gutama Soegijo

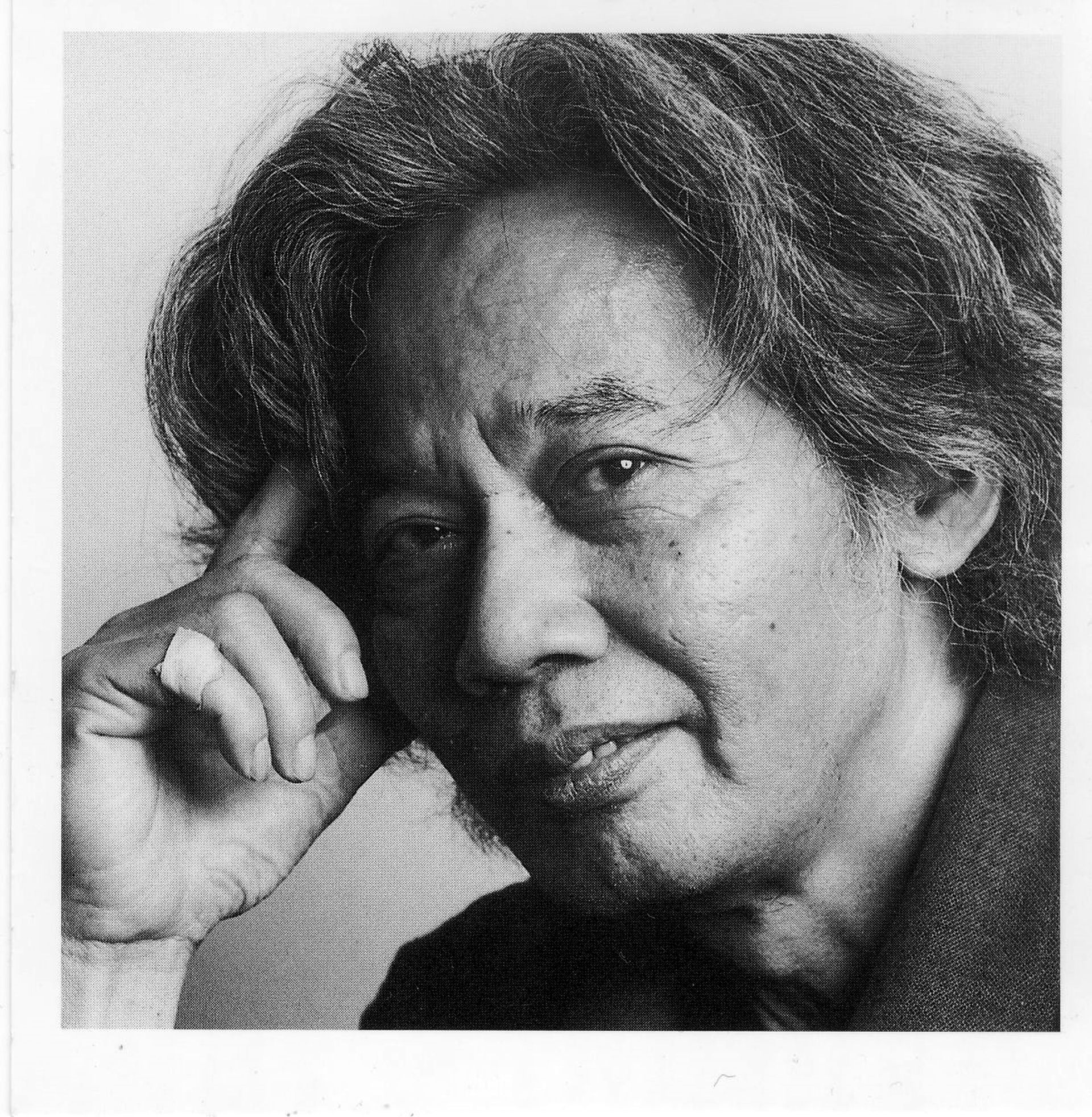

Paul Gutama Soegijo (* 29. Januar 1934 in Yogyakarta; † 7. Januar 2019 in Berlin) war ein Komponist für Neue Musik, der außerdem seit den 1970er Jahren einen entscheidenden Beitrag zur Erneuerung traditioneller Gamelanmusik außerhalb Indonesiens leistete.

## Leben
Soegijo studierte ab 1958 am Amsterdamer Konservatorium Musiktheorie und Violine und ab 1965 Komposition bei Boris Blacher in Berlin.
Ab den späten 1960er Jahren schrieb Soegijo Kompositionen im Stil der Neuen Musik für u. a. Eberhard Blum und Sumire Yoshihara. Er arbeitete u. a. zusammen mit Stomu Yamashta und Masanori Fujita. Er war außerdem Mitglied der Gruppe Neue Musik Berlin.
1973 gründete Soegijo die „Banjar Gruppe Berlin“, drei Jahre später entstand daraus „Gamelan Banjar“, das erste aktive Gamelan in Deutschland, aus europäischen und außereuropäischen Profi- und Laienmusikern bestehend, das von 1976 bis 2014 zusammenarbeitete und viel beachtete Auftritte auf internationalen Festivals spielte.
In seiner „Musik der neuen Ursprünglichkeit“ (indonesisch: Musik Leluhur Baru, wörtlich übersetzt: Neue Ahnenmusik) erweiterte und dekonstruierte Soegijo die traditionellen Strukturen autochthoner Musikkulturen, speziell des indonesischen Gamelan durch innovative Herangehensweisen, durch die Einbeziehung von Instrumenten aus weiteren Kulturkreisen und durch Kompositionstechniken der Neuen Musik.
Soegijo lebte als freischaffender Komponist, Musiker und Performer ab 1970 in Berlin.